# 일산읍
일산읍(一山邑), 옛 중면(中面)은 당시 고양군 서부, 현재의 고양시 일산동구 중남부와 일산서구 동부에 있던 행정구역이다. 1987년 송포면 덕이리 일부가 편입되어 탄현리가 설치되었다. 1992년 고양군이 고양시로 승격되면서, 일산동, 중동, 천청동, 백마동, 낙민동, 풍산동, 장항동의 7개 동으로 분동되었다.
이 지역은 1413년에 경기도 고양군이 생기면서 고양군 중면으로 관할됐다가, 1980년에 고양군 일산읍으로 승격된 후, 현재의 경기도 고양시 일산동구 및 일산서구에 이른다.